# Petkovica
Petkovica (cyr. Петковица) – wieś w Serbii, w okręgu maczwańskim, w mieście Šabac. W 2011 roku liczyła 812 mieszkańców.